# Ватан (1911)
„Ватан“ (на турски: Vatan, в превод Отечество) е османски вестник, излизал в Битоля, Османската империя.
Вестникът е с революционна насоченост. Наследява спрения от властите „Куршун“. Собственик и управител е Мехмед Хасиб.